# Rhyscotoides legrandi
Rhyscotoides legrandi är en kräftdjursart som beskrevs av Johnson 1956. Rhyscotoides legrandi ingår i släktet Rhyscotoides och familjen Rhyscotidae. Inga underarter finns listade i Catalogue of Life.